# Spoeling

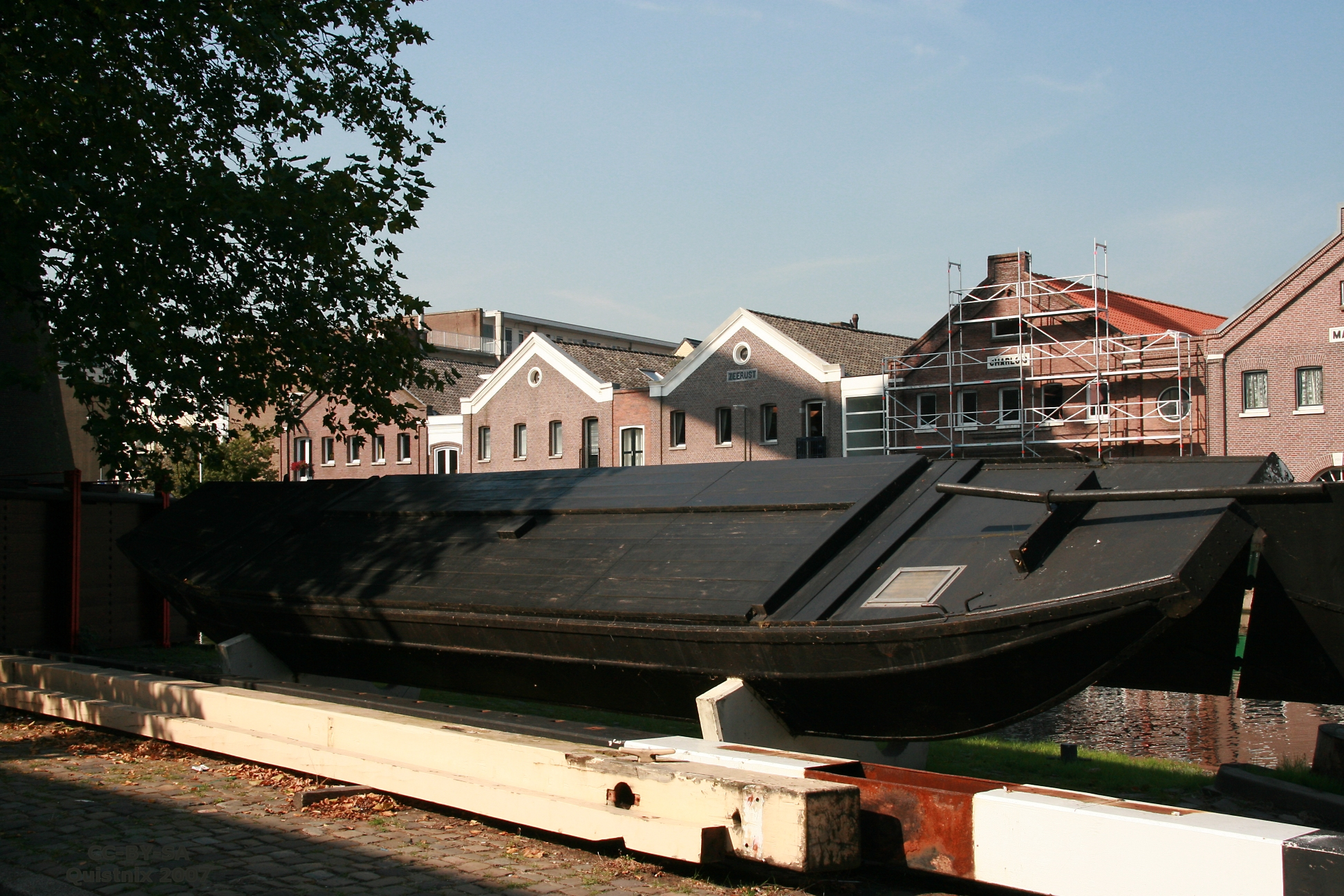
spoelingschuit

Spoeling is een restproduct dat bij de bereiding van moutwijn en jenever ontstaat. Het is de vloeibare massa die na de eerste distillatie in de ketel achterblijft. 
De spoeling werd, bijvoorbeeld  in de omgeving van Schiedam, in het verleden vaak als veevoer voor onder andere varkens en koeien verkocht. Boeren die hun vee met spoeling voerden waren bekend als spoelingboeren. Hiervan waren er vele in dorpen rond Schiedam. De spoeling werd in speciale platte, gesloten schuiten geladen waarmee het bij de boer werd afgeleverd. Naast de molen De Noord in Schiedam ligt een van deze oude schuiten op de kade.
Het begrip spoeling leeft nog voort in de Nederlandse taal in de uitdrukking Vele varkens maken de spoeling dun ("waar veel mensen iets moeten verdelen, krijgt iedereen weinig"). De spoeling werd namelijk, naarmate er meer varkens mee moesten worden gevoederd, vaak door de boer verdund met water.